# サム・グレコ
サム・グレコ（Sam Greco、男性、1967年5月3日 - ）は、オーストラリア連邦メルボルン出身の空手家、キックボクサー、総合格闘家、プロレスラー。愛称は「拳獣」。1999年のK-1 GRAND PRIX '99では 「人間ICBM・筋肉弾道弾」、2004年以降は「オセアニアの英雄」とも呼ばれた。
元WKA・WAKO PROムエタイ世界スーパーヘビー級王者。

## 概要
強烈な打撃が持ち味で「拳獣」の異名を取った。その怒涛のラッシュでK-1歴代王者のブランコ・シカティックやアーネスト・ホーストにKO勝ちを収めている。
右のオーバーハンドフックなど一撃で相手を仕留める強力な打撃もあったが、空手仕込みのキックを交えたコンビネーションなどテクニカルな攻めをみせることも多かった。

## 来歴

### K-1
11歳から極真空手を始める。正道会館移籍後、1994年にK-1にて佐竹雅昭との試合でデビューを果たす。
1995年3月3日、K-1 GRAND PRIX '95 開幕戦のGP1回戦でバチェスラブ・スハノブに勝利するも、負傷のために準々決勝を欠場。
1996年3月10日、K-1 GRAND PRIX '96 開幕戦のGP1回戦でペリー・テリグットに判定勝利。5月6日、K-1 GRAND PRIX '96 決勝戦の準々決勝で武蔵と対戦するも、1ラウンド終了後にドクターチェックで右足第2指の骨折が判明しTKO負け。
1997年9月7日、K-1 GRAND PRIX '97 開幕戦のGP1回戦でジャン＝クロード・リビエールにKO勝利。11月9日、K-1 GRAND PRIX '97 決勝戦の準々決勝でフランシスコ・フィリォにKO負け。
1998年9月27日、K-1 GRAND PRIX '98 開幕戦のGP1回戦でマット・スケルトンに判定勝利。12月13日、K-1 GRAND PRIX '98 決勝戦の準々決勝でアーネスト・ホーストと対戦。ホーストが左目の上をカットしたことで2R終了時にセコンドよりタオルが投入されTKO勝利。準決勝でアンディ・フグに判定負けを喫した。
1999年10月3日、K-1 GRAND PRIX '99 開幕戦のGP1回戦でステファン・レコと対戦。レコのローブローを受けグレコが試合続行不能となるが判定勝利。12月5日、K-1 GRAND PRIX '99 決勝戦の準々決勝でレイ・セフォーに判定勝利。準決勝でミルコ・クロコップのローキックで足を負傷して2度ダウンを喫してTKO負け。2年連続ベスト4に終わった。
2000年4月23日、K-1 THE MILLENNIUMでアーネスト・ホーストと対戦。TKO負けを喫し、膝の故障もあって、これ以降長期間のブランクを作った。
2003年10月11日、K-1 WORLD GP 2003 開幕戦のGP1回戦に、持病の発症により止むを得ず欠場したアーネスト・ホーストに代わって2日前オファーで急遽出場。ピーター・グラハムと対戦するも、2Rに足を痛め、セコンドがタオル投入。膝の負傷が完治しておらずTKO負けとなった。

### プロレス
K-1の戦列から離れてからはWCWパワープラントに入門。プロレスラー転向を目指してここでボブ・サップと知り合い、彼にK-1を紹介している。2000年よりNWA加盟団体であるNWAワイルドサイドに参戦。2001年1月にはダン・デバインとタッグを組んでNWAワイルドサイドタッグ王座を2度挑戦するも獲得するに至らなかった。
2002年11月、WRESTLE-1にてサム・グレカラスのリングネームで出場。ロメロ・スペシャルなどを見せて勝利した。
2003年12月、全日本プロレス両国国技館大会にてRO&Dと抗争中であった武藤敬司のスペシャルパートナーとしてアブドーラ・ザ・ブッチャーと共に登場して勝利に貢献している。
2005年10月、WRESTLE-1 GRAND PRIX 2005にてヤン・ノルキヤとのK-1軍タッグでジャイアント・バーナード & ザ・プレデターと対戦するが敗戦。

### 総合格闘技
2001年、INOKI BOM-BA-YE 2001で佐竹雅昭と対戦。初の総合ルールながらも善戦し、時間切れ引き分け。
2004年には総合格闘家として再デビューを果たす。総合において非凡な才能を見せ、5月22日に行われたK-1 ROMANEXでは、総合無敗のLYOTOと互角以上に渡り合ったが、1-2の判定負け。

## 戦績

### キックボクシング
| キックボクシング 戦績 | キックボクシング 戦績 | キックボクシング 戦績 | キックボクシング 戦績 | キックボクシング 戦績 | キックボクシング 戦績 | キックボクシング 戦績 |
| --------------------- | --------------------- | --------------------- | --------------------- | --------------------- | --------------------- | --------------------- |
| 32 試合               | (T)KO                 | 判定                  | その他                | 引き分け              | 無効試合              |                       |
| 19 勝                 | 11                    |                       |                       | 2                     | 2                     |                       |
| 9 敗                  |                       |                       |                       | 2                     | 2                     |                       |

| 勝敗 | 対戦相手                     | 試合結果                                  | 大会名                                                    | 開催年月日     |
| ×    | ピーター・グラハム           | 2R 0:30 TKO（タオル投入）                 | K-1 WORLD GP 2003 開幕戦 ALL STARS 【WORLD GP 1回戦】     | 2003年10月11日 |
| ×    | アーネスト・ホースト         | 3R終了時 TKO（タオル投入）                | K-1 THE MILLENNIUM                                        | 2000年4月23日  |
| ×    | ミルコ・クロコップ           | 2R 2:50 KO（2ノックダウン：左ローキック） | K-1 GRAND PRIX '99 決勝戦 【GRAND PRIX 準決勝】           | 1999年12月5日  |
| ○    | レイ・セフォー               | 3R終了 判定3-0                            | K-1 GRAND PRIX '99 決勝戦 【GRAND PRIX 準々決勝】         | 1999年12月5日  |
| ○    | ステファン・レコ             | 3R 2:35 判定2-0                           | K-1 GRAND PRIX '99 開幕戦 【GRAND PRIX 1回戦】            | 1999年10月3日  |
| ×    | ピーター・アーツ             | 2R 1:38 KO（右ハイキック）                | K-1 DREAM '99                                             | 1999年7月18日  |
| ○    | マイク・ベルナルド           | 5R終了 判定3-0                            | K-1 BRAVES'99                                             | 1999年6月20日  |
| －   | サミール・ベナゾーズ         | 2R終了時 ノーコンテスト（右脛負傷）       | K-1 THE CHALLENGE '99                                     | 1999年3月22日  |
| ×    | アンディ・フグ               | 3R終了 判定0-2                            | K-1 GRAND PRIX '98 決勝戦 【GRAND PRIX 準決勝】           | 1999年12月13日 |
| ○    | アーネスト・ホースト         | 2R終了時 TKO（タオル投入）                | K-1 GRAND PRIX '98 決勝戦 【GRAND PRIX 準々決勝】         | 1999年12月13日 |
| ○    | マット・スケルトン           | 5R終了 判定3-0                            | K-1 GRAND PRIX '98 開幕戦 【GRAND PRIX 1回戦】            | 1998年9月27日  |
| ×    | ジェロム・レ・バンナ         | 2R 3:07 KO（左ストレート）                | K-1 DREAM '98                                             | 1998年7月18日  |
| ○    | カール・ベルナルド           | 5R TKO                                    | CRASH AT THE CROWN 【WAKO世界スーパーヘビー級王座決定戦】 | 1998年5月24日  |
| ×    | フランシスコ・フィリォ       | 1R 0:15 KO（右フック）                    | K-1 GRAND PRIX '97 決勝戦 【GRAND PRIX 準々決勝】         | 1997年11月9日  |
| ○    | ジャン＝クロード・リビエール | 2R 1:55 KO（右フック）                    | K-1 GRAND PRIX '97 開幕戦 【GRAND PRIX 1回戦】            | 1997年9月7日   |
| ○    | ブランコ・シカティック       | 1R 2:58 TKO（右フック）                   | K-1 DREAM '97                                             | 1997年7月20日  |
| △    | アンディ・フグ               | 5R終了 判定1-1                            | K-1 BRAVES '97                                            | 1997年4月29日  |
| △    | ジェロム・レ・バンナ         | 5R終了 判定1-0                            | K-1 HERCULES '96                                          | 1996年12月8日  |
| ○    | ジェリー・ハリス             | 1R 2:38 TKO（タオル投入）                 | K-1 STAR WARS '96                                         | 1996年10月18日 |
| －   | 武蔵                         | 3R 0:22 無効試合                          | K-1 REVENGE '96                                           | 1996年9月1日   |
| ×    | 武蔵                         | 1R終了時 TKO（右足指負傷）                | K-1 GRAND PRIX '96 決勝戦 【GRAND PRIX 準々決勝】         | 1996年5月6日   |
| ○    | ペリー・テリグット           | 5R終了 判定3-0                            | K-1 GRAND PRIX '96 開幕戦 【GRAND PRIX 1回戦】            | 1996年3月10日  |
| ○    | バンダー・マープ             | 1R 1:24 KO（左ミドルキック）              | K-1 HERCULES                                              | 1995年12月9日  |
| ○    | スタン・ザ・マン             | 判定                                      | THE BEST OF THE BEST 【決勝】                             | 1995年10月22日 |
| ○    | スチュアート・グリーン       | 判定                                      | THE BEST OF THE BEST 【準決勝】                           | 1995年10月22日 |
| ○    | サイモン・スウィート         | 1R KO                                     | THE BEST OF THE BEST 【1回戦】                            | 1995年10月22日 |
| ×    | ピーター・アーツ             | 3R終了 判定0-3                            | K-1 REVENGE II                                            | 1995年9月3日   |
| ○    | バチェスラブ・スハノブ       | 3R 1:33 KO（右フック）                    | K-1 GRAND PRIX '95 開幕戦 【GRAND PRIX 1回戦】            | 1995年3月3日   |
| ○    | 佐竹雅昭                     | 2R 1:27 KO（右フック）                    | K-1 LEGEND 〜乱〜                                         | 1994年12月10日 |

### 総合格闘技
| 総合格闘技 戦績 | 総合格闘技 戦績 | 総合格闘技 戦績 | 総合格闘技 戦績 | 総合格闘技 戦績 | 総合格闘技 戦績 | 総合格闘技 戦績 |
| --------------- | --------------- | --------------- | --------------- | --------------- | --------------- | --------------- |
| 5 試合          | (T)KO           | 一本            | 判定            | その他          | 引き分け        | 無効試合        |
| 3 勝            | 2               | 1               | 0               | 0               | 1               | 0               |
| 1 敗            | 0               | 0               | 1               | 0               | 1               | 0               |

| 勝敗 | 対戦相手             | 試合結果                   | 大会名                                                 | 開催年月日     |
| ○    | 大山峻護             | 1R 2:37 KO（右膝蹴り）     | HERO'S 2005 ミドル級世界最強王者決定トーナメント準決勝 | 2005年9月7日   |
| ○    | ヒース・ヒーリング   | 1R 2:41 TKO（右膝の負傷）  | HERO'S                                                 | 2005年3月26日  |
| ×    | LYOTO                | 5分3R終了 判定1-2          | ROMANEX 格闘技世界一決定戦                             | 2004年5月22日  |
| ○    | ステファン・ガムリン | 1R 0:25 チョークスリーパー | K-1 BEAST 2004 〜新潟初上陸〜                          | 2004年3月14日  |
| △    | 佐竹雅昭             | 3分5R終了 時間切れ         | INOKI BOM-BA-YE 2001                                   | 2001年12月31日 |

### フルコンタクト空手
96戦/92勝/4敗（50の一本勝ち）

## 獲得タイトル
- コモンウェルス空手道選手権 3連覇
- カラテワールドカップ '94 優勝
- オーストラリア版K-1 優勝
- WKAムエタイ世界スーパーヘビー級王座（1994年）
- WAKO PROムエタイ世界スーパーヘビー級王座（1999年）

### 戦績
- K-1 選手データ - ウェイバックマシン（2010年12月16日アーカイブ分）
- HERO'S 選手データ - ウェイバックマシン（2009年12月12日アーカイブ分）
- サム・グレコの戦績 - SHERDOG（英語）